# Radosław Brzozowski
Radosław Brzozowski (ur. 21 września 1971 w Gdyni) – artysta fotograf, anglista, podróżnik, tłumacz, autor, nauczyciel fotografii.
Absolwent Filologii angielskiej na Uniwersytecie Gdańskim, w latach 1993-2011 nauczyciel języka angielskiego w III Liceum Ogólnokształcącym im. Marynarki Wojennej RP w Gdyni.
Tłumacz publikacji poświęconych fotografii w Wydawnictwie Helion i Wydawnictwie Galaktyka.
W roku 2008 założyciel Trójmiejskiej Szkoły Fotografii, w której do dziś sprawuje funkcje dyrektora. Twórca ogólnopolskiego konkursu fotograficznego Moje Pomorze.
Jako fotograf specjalizuje się w fotografii aktu artystycznego oraz szlachetnych i historycznych technikach fotograficznych. Autor licznych wystaw fotograficznych.
W latach 2012 i 2014 otrzymał Stypendium dla Twórców Kultury przyznawane przez Marszałka Województwa Pomorskiego. W 2011 roku odtworzył w Polsce technikę fotografii - platynotypię

## Publikacje

### Podręczniki szkolne
- Advance elementary, Wydawnictwo Szkolne PWN,
- Advance pre-intermediate, Wydawnictwo Szkolne PWN.
- Advance intermediate, Wydawnictwo Szkolne PWN.
- Advance upper- intermediate, Wydawnictwo Szkolne PWN.
- Repetytorium z języka angielskiego, Wydawnictwo Skrypt,
- Tablice gramatyczne z języka angielskiego, Wydawnictwo Szkolne PWN.
- Język angielski matura na 100%, Wydawnictwo Szkolne PWN.

### Inne
- Fotografia obnażona, Wydawnictwo Helion.
- Ambrotypia. Przewodnik praktyczny, Wydawnictwo Szlachetna Fotografia
- Odbitka albuminowa. Przewodnik praktyczny, Wydawnictwo Szlachetna Fotografia